# Anna Maria Gherardi
Anna Maria Gherardi (Bologna, 21 marzo 1939 – Roma, 5 ottobre 2014) è stata un'attrice italiana di teatro, cinema e televisione, attiva prevalentemente negli anni settanta. Occasionalmente è stata anche doppiatrice: ha dato voce ad Emmanuelle Riva in Gli occhi, la bocca  , del 1982, ed è stata la voce narrante in Al Fatah - Palestina, del 1970.

## Biografia

### Carriera teatrale
Formatasi alla scuola del Piccolo Teatro di Milano, dove si è diplomata, ha debuttato ventunenne nel 1960, in Adelchi, recitando a fianco di Vittorio Gassmann. Attiva nel teatro sperimentale di area romana è stata diretta da Maurizio Scaparro ne Le serve di Jean Genet, che aveva nel cast Piera Degli Esposti.
Nel suo repertorio figurano, fra le altre, opere di Arthur Schnitzler e Pedro Calderón de la Barca. Diretta da Luca Ronconi è stata interprete di Ignorabimus di Arno Holz, lavoro per il quale le è stato conferito nel 1986 il premio teatrale Ubu. Per la radio ha interpretato nel 2002 la puntata dedicata ad Agrippina Minore, della serie La storia in giallo.

### Carriera cinematografica e televisiva
Caratterista cinematografica impiegata talvolta in film di fantascienza e in spaghetti western, Gherardi ha fra le interpretazioni di maggior rilievo quelle come protagonista nel film Uno dei tre di Gianni Serra, nel film Novecento, del 1976, in cui è stata diretta da Bernardo Bertolucci (e dove interpretava il ruolo di Eleonora), ne Il petomane, del 1983, regia di Pasquale Festa Campanile (ricopriva il ruolo di Misia Edwards) e in Perdutoamor, di Franco Battiato, pellicola del 2003, in cui ha interpretato il ruolo di Augusta. Con lo stesso Battiato ha poi lavorato nel 2007 in Niente è come sembra, terza produzione del cantautore-regista.
In televisione è apparsa in diversi sceneggiati e miniserie fra cui Eneide, regia di Franco Rossi, del 1971.
Nel 2014 le venne concesso il vitalizio previsto dalla legge Bacchelli.

## Filmografia

### Cinema
- La donna del lago, regia di Luigi Bazzoni (1965)
- Galileo, regia di Liliana Cavani (1968)
- Il grande duello, regia di Giancarlo Santi (1972)
- L'assassino, speranza delle donne, regia di Giuseppe Gatt (1972)
- Uno dei tre, regia di Gianni Serra (1973)
- L'invenzione di Morel, regia di Emidio Greco (1974)
- Novecento, regia di Bernardo Bertolucci (1976)
- Il petomane, regia di Pasquale Festa Campanile (1983)
- Favola contaminata, regia di Claudio Pappalardo (1995)
- Io ballo da sola, regia di Bernardo Bertolucci (1996)
- Luce dei miei occhi, regia di Giuseppe Piccioni (2001)
- Fortezza Bastiani, regia di Michele Mellara e Alessandro Rossi (2002) - non accreditata
- Perdutoamor, regia di Franco Battiato (2003)
- Il silenzio dell'allodola, regia di David Ballerini (2005)
- Vado a messa, regia di Ginevra Elkann – cortometraggio (2005)
- Niente è come sembra, regia di Franco Battiato (2007)

### Televisione
- Resurrezione, regia di Franco Enriquez – miniserie TV, 5 puntate (1965)
- Vita di Cavour, regia di Piero Schivazappa – miniserie TV, 1 puntata (1967)
- Vivere insieme – serie TV, episodio L'incidente (1968)
- Eneide, regia di Franco Rossi – miniserie TV, 4 puntate (1971-1972)
- Il caso Lafarge, regia di Marco Leto – miniserie TV, 4 puntate (1973)
- Philo Vance, regia di Marco Leto – miniserie TV, 2 puntate (1974)
- La brace dei Biassoli, regia di Giovanni Fago – film TV (1975)
- Un delitto perbene, regia di Giacomo Battiato – miniserie TV, 3 puntate (1977)
- L'uomo difficile, regia di Giancarlo Cobelli – film TV (1978)
- Maternale, regia di Giovanna Gagliardo – film TV (1978)
- Le mani sporche, regia di Elio Petri – miniserie TV, 3 puntate (1978)
- La dama dei veleni, regia di Silverio Blasi – miniserie TV, 3 puntate (1979)
- La donna in bianco, regia di Mario Moroni – miniserie TV, 4 puntate (1980)
- Una donna senza importanza, regia di Luigi Bonori – film TV (1982)
- L'ispettore Sarti – serie TV, episodio Un caffè molto amaro (1991)
- Una vita in gioco – serie TV (1992)
- Nessuno al suo posto, regia di Gianfranco Albano – film TV (2003)
- Incantesimo – serial TV, 7 episodi (2005)

## Teatro
- Orestea, di Eschilo, con Vittorio Gassman, Olga Villi, Orazio Orlando, Carmen Scarpitta, Anna Maria Gherardi, regia di Gassman, prima al Teatro greco di Siracusa 19 maggio 1960.

## Prosa televisiva Rai
- Champignol senza volerlo, con Anna Maria Gherardi, Maria Teresa Vianello, Quinto Parmeggiani, Loris Gizzi, Gabriella Pallotta, Paolo Poli, Mario Maranzana, Gianrico Tedeschi, Lucio Rama, Adriano Micantoni, Paolo Bonacelli, Giuseppe Porelli, Claudio Gora, Alessandra Panaro, Giancarlo Sbragia, regia di Silverio Blasi, trasmessa il 25 febbraio 1963.
- La donna in bianco, con Micaela Esdra, Lou Castel, Anna Maria Gherardi, Paolo Bonacelli, Renato De Carmine, Lino Troisi, tratto dal romanzo La donna in bianco di Wilkie Collins, regia di Mario Morini, trasmesso nel 1980.

## Riconoscimenti
- Premio Ubu
  - 1985/1986 – Migliore attrice per Ignorabimus